# Hecatérides
Las hecatérides (en griego, Ἑκατεριδες) eran, según la mitología griega, las hijas de Hecátero o Hecateo, un demon mencionado solo por Estrabón. El nombre en realidad no es un teónimo sino un patronímico, es decir, son las «hijas de Hecatero», que a su vez sugiere un «centenar», probablemente por la prolífica descendencia.

El geógrafo, disertando acerca de los curetes, dice que no sólo eran conocidos como servidores de los dioses, sino que también ellos mismos eran tenidos por dioses. Hesíodo, por ejemplo, dice que de Hecátero y de la hija de Foroneo nacieron cinco hijas:
«De las que a su vez nacieron las ninfas, diosas de los montes, y también la raza de los sátiros inútiles, incapaces de trabajar, y además los curetes, dioses juguetones, danzarines».
Su nombre, ἑκατερίδες, hace referencia a movimientos alternativos de danza que se realizaban con los brazos, y de ahí que se sugiera que son ninfas danzarinas, a guisa de versiones femeninas de los curetes o dáctilos. Robert Graves conjetura que las cinco dáctilos femeninas son los cinco dedos de la mano izquierda, mano que se reserva para las hechiceras.
West, estudiando acerca del Catálogo de mujeres, corrige «Hecateo» por «Doro». Por lo que el texto se refería en realidad a cinco Dórides, esto es, hijas de Doro, hijo de Helén. Este dato pudiera parecer sorpresivo pero ya tenemos precedentes que lo atestiguan. Iftime, por ejemplo, es descrita como hija de Doro Helénida y madre, por Hermes, de la raza de los sátiros. Ftía y Jantipa, por ejemplo, están atestiguadas en relación a Doro.